# Larisa Galadza
Larisa Galadza (em ucraniano:  Лариса Ґаладза, nascida em 19 de maio de 1971) é uma diplomata canadiana que serve como embaixadora do Canadá na Ucrânia desde 2019.

## Educação
Galadza obteve o seu bacharelato Hons em Ciência Política e Ética no Trinity College da Universidade de Toronto em 1994 e um mestrado em Assuntos Internacionais na Universidade Carleton em 1996.

## Carreira
Em 1996, ela ingressou no Departamento de Defesa Nacional. Depois de trabalhar em cargos relacionados a políticas no Escritório do Conselho Privado em 2001 e na Secretaria do Conselho do Tesouro de 2003 a 2006, ela mudou-se para a Segurança Pública do Canadá, onde foi Directora de Política e Pesquisa Estratégica e, em seguida, directora sénior de Política de Segurança Nacional. De 2012 a 2014, ela actuou no Escritório do Conselho Privado como directora de operações do Comité de Assuntos Sociais e, em seguida, de 2014 a 2016, ela foi Directora Geral de Admissibilidade na Citizenship and Immigration Canada. Em 2016, ela tornou-se directora geral do Programa de Operações de Paz e Estabilização da Global Affairs Canada.
Em 4 de novembro de 2019, ela tornou-se na Embaixadora do Canadá na Ucrânia.